# Daniel Harvey Hill
Pour les articles homonymes, voir Hill.
Daniel Harvey Hill (12 juillet 1821 – 24 septembre 1889) fut un général de l'Armée des États confédérés durant la guerre de Sécession.

## Avant la guerre
D.H. Hill naît à Hill's Iron Works, dans le district de York, en Caroline du Sud, fils de Salomon et Nancy Cabeen Hill. Son grand-père paternel, le colonel William « Billy » Hill, est originaire d'Irlande et possède une fonderie de fer dans le district de York, où il fabrique des canons pour l'armée continentale. Son grand-père maternel est originaire d'Écosse. 
Daniel Harvey Hill entre de l'académie militaire de West Point en 1838. Il est breveté second lieutenant dans le 1st U.S. Artillery le 1er juillet 1842(p529). Il sort vingt-huitième sur une promotion de 56 cadets. 
Il est muté dans le 3rd U.S. Artillery le 20 octobre 1843(p529). Il est promu second lieutenant dans le 4th U.S. Artillery le 13 octobre 1845(p529). 
Il est promu premier lieutenant le 3 mars 1847(p529).
Il prend part à la guerre américano-mexicaine. Il est breveté capitaine le 20 août 1847 pour bravoure et conduite méritoire lors des batailles de Contreras et de Churubusco et pour bravoure et service méritoire lors de l'assaut de Chapultepec(p529),. Il démissionne de l'armée le 28 février 1849(p529).
Parmi les esclaves appartenant à la famille Hill pendant la jeunesse de Daniel Harvey, il y a Elias Hill, que Daniel Harvey a aidé à apprendre à lire et à écrire et qui deviendra plus tard un prédicateur et conduira sa congrégation à émigrer au Liberia.
Après sa démission en février 1849, Daniel Harvey Hill devient professeur de mathématiques au Washington College (aujourd'hui université de Washington et Lee), à Lexington, en Virginie. Tout en vivant à Lexington, il a écrit un manuel de l'université sur le marché des États du Sud, Elements of Algebra, qui « avec un humour tranquille, sardonique, pointe un doigt de ridicule ou de mépris à l'encontre de tous et toute chose du Nord ». Bien que toutes les questions du manuel ne sont pas « anti-Yankee », beaucoup le sont, comme :

« Le champ de bataille de Buena Vista se trouve à 6 miles et demi de Saltillo. Deux volontaires de l'Indiana se sont enfuis du champ de bataille en même temps ; l'un a parcouru un demi-mille par heure plus vite que l'autre, et a atteint Saltillo 5 minutes et 54 6/11 secondes plus tôt que l'autre. Trouver leurs vitesses respectives de voyage. Rép. 6 et 5½ miles par heure. (Elements of algebra, page 322)(p322).
Un homme de Cincinnati a acheté 10 000 livres de mauvais porc, à 1 cent la livre, et a payé autant par livre pour le soumettre à un processus chimique, par lequel il semblerait sain, et l'a ensuite vendu à un prix avancé, effaçant 450 $ par la fraude. Le prix auquel il vendait le porc par livre, multiplié par le coût par livre du procédé chimique, était de 3 cents. Trouvez le prix auquel il l'a vendu, et le coût du processus chimique. Rép. Il l'a vendu à 6 cents la livre, et le coût du processus était de ½ cent la livre. (Elements of algebra, page 321)(p321).
En 1692, le peuple du Massachusetts exécuta, emprisonna ou persécuta 469 personnes, des deux sexes et de tout âge, pour crime présumé de sorcellerie. Parmi ceux-ci, deux fois plus étaient des personnes persécutées que les personnes emprisonnées, et 7 17/19 fois plus étaient emprisonnés que celles qui furent exécutés. Trouvez le nombre de personnes souffrant de chaque type? Rép. 19 exécutées, 150 emprisonnées et 300 persécutées(p151).
A la convention sur les droits des femmes, tenue à Syracuse (New York), composée de 150 délégués, les vieilles filles, les femmes sans enfants et les bedlamites étaient des multiples de 5, 7 et 3. Combien y avait-il de chaque classe ? Répondre. 50, 70 et 30(p318). »

En revanche, les Sudistes dans ses problèmes apparaissent invariablement sous un jour favorable :

« Un monsieur à Richmond a exprimé une volonté de libérer son esclave, évalué à 1 000 $, sur la réception de cette somme des personnes charitables. Il a reçu des contributions de 24 personnes ; parmi celles-ci, il y en avait 14/19 de moins au Nord qu'au Sud, et le don moyen des premiers était inférieur de 4/5 à celui des seconds. Quel était le montant total donné par ces derniers ? Rép. 50 $ par le premier ; 950 $ par les derniers(p153). »

En 1854, il rejoint la faculté de l'université de Davidson, en Caroline du Nord, et est, en 1859, nommé surintendant de l'institut militaire de Caroline du Nord de Charlotte.

### Mariage et enfants
Le 2 novembre 1848, il épouse Isabella Morrison, qui est la fille de Robert Hall Morrison, un pasteur presbytérien et le premier président de l'université de Davidson, et par l'intermédiaire de sa mère, une nièce du gouverneur de la Caroline du Nord, William Alexander Graham. Ils ont neuf enfants en tout. Un fils, Daniel Harvey Hill, Jr., sera président de l'université d'État de Caroline du Nord (alors North Carolina State College). Leur plus jeune fils, Joseph Morrison, sera juge en chef de la Cour suprême de l'Arkansas de 1904 à 1909 .
En juillet 1857, la sœur cadette d'Isabella, Mary Anna, épouse le professeur Thomas J. Jackson de l'institut militaire de Virginie. Hill et Jackson, qui aura plus tard le surnom de « Stonewall » en tant qu'officier confédéré, se croisent pendant la guerre américano-mexicaine et développent une amitié plus étroite lorsque les deux hommes vivent à Lexington, en Virginie dans les années 1850,. Aussi en 1857, Jackson soutient Elements of Algebra comme « supérieur à tout autre travail avec lequel je suis familiarisé dans la même branche de la science ».

## Guerre de Sécession

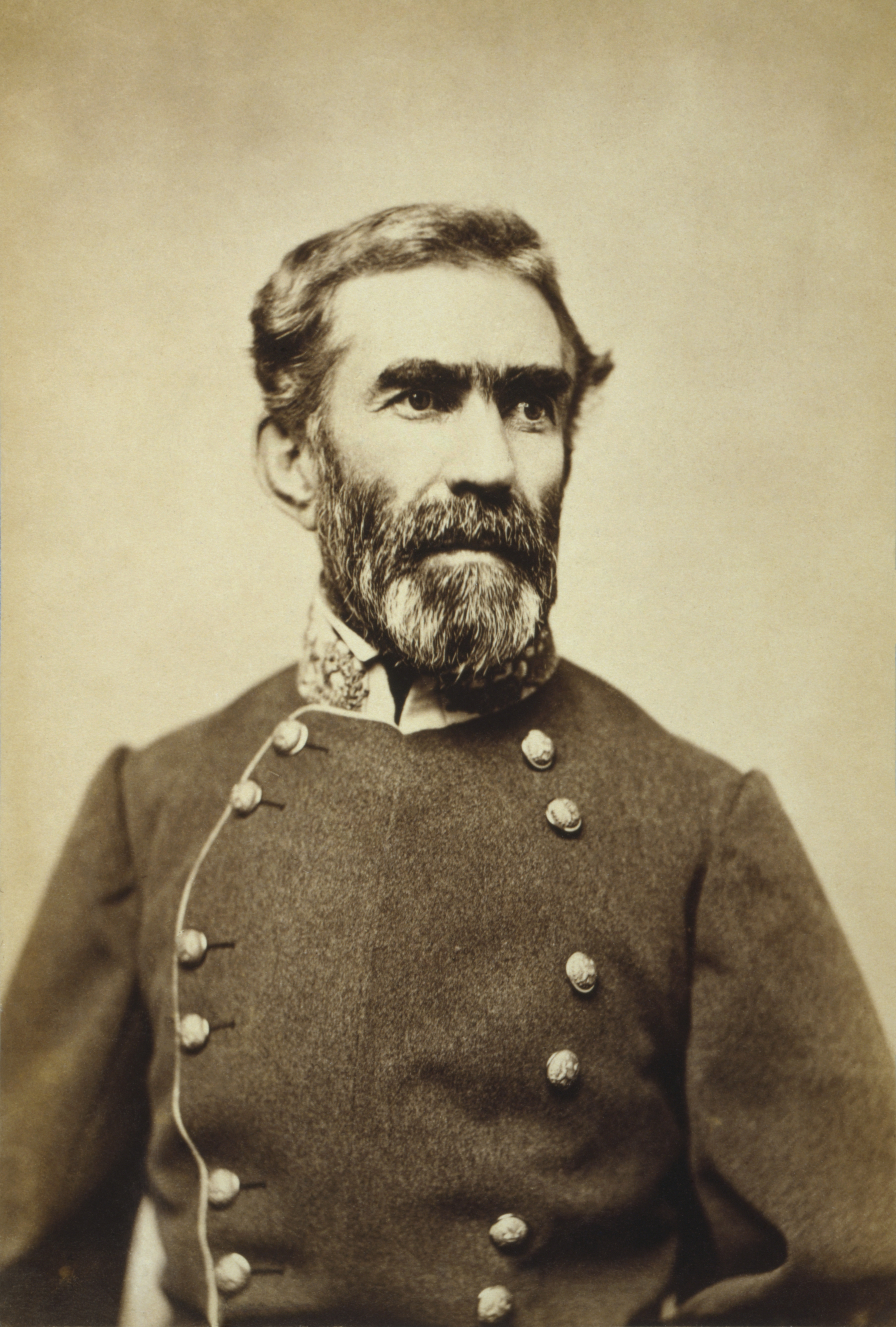
Braxton Bragg.

Au début de la guerre de Sécession, DH Hill est nommé colonel du premier bataillon de volontaires de Caroline du Nord, le « régiment de Bethel », à la tête duquel il remporte la bataille de Big Bethel, près de fort Monroe, en Virginie, le 10 juin 1861. Peu de temps après, le 10 juillet 1861, il est promu brigadier général et commande des troupes dans la région de Richmond. Il succède au commandement du département de Fredericksburg au brigadier général Theophilus H. Holmes le 17 juillet 1861.
Au printemps de 1862, il est major général et commandant de division important dans l'armée de Virginie du Nord. Il participe aux opérations de Yorktown et Williamsburg qui commencent la campagne de la Péninsule au printemps de 1862, et en tant que général de division, mène une division avec une grande distinction lors de la bataille de Seven Pines et la bataille des sept jours. La division de Hill est laissée dans la région de Richmond tandis que le reste de l'armée se dirige vers le nord et ne participe pas à la campagne de Virginie Septentrionale.
Le 22 juillet 1862, Hill et le général de division John A. Dix concluent un accord pour un échange général de prisonniers entre l'Union et les armées confédérées, connu sous le nom de cartel Dix-Hill. Ceci établit une échelle d'équivalents, où un officier serait échangé pour un nombre fixe d'hommes du rang, et permet également la libération conditionnelle des prisonniers, qui s'engageraient à ne pas servir dans un poste militaire jusqu'à l'échange officiel. Le cartel a bien fonctionné pendant quelques mois, mais il se bloque lorsque les confédérés insistent pour traiter les prisonniers noirs comme des esclaves fugitifs et les retourner à leurs anciens propriétaires.
Lors de la campagne du Maryland de 1862, les hommes de Hill combattent à South Mountain. Dispersée aussi loin au nord que Boonsboro, dans le Maryland, lorsque les combats commencent, la division se bat bec et ongles, donnant assez de temps à l'armée de Lee pour se concentrer à proximité de Sharpsburg. La division de Hill prend part à une action féroce sur la tristement célèbre route engloutie (« Bloody Lane ») à Antietam, et il rassemble quelques hommes détachés de différentes brigades pour tenir la ligne au moment critique. La défaite confédérée est largement due à l'interception par McClellan d'un ordre spécial de Lee à ses généraux, révélant les mouvements de ses divisions largement séparées. Certains prétendent que D.H. Hill a reçu deux exemplaires de cet ordre, dont l'un s'est égaré. Mais Hill déclare qu'il n'a reçu qu'un exemplaire.
La division de Hill est largement non engagée lors de la bataille de Fredericksburg. À ce stade, des conflits avec Lee commencent à faire surface. Avec la réorganisation de l'armée de Virginie du Nord après la mort de Stonewall Jackson, Hill n'est pas nommé à un commandement de corps. Il est déjà détaché de l'armée de Lee et envoyé dans son état natal pour recruter des troupes. 
À la fin du mois de mars 1863, il mène une expédition en Caroline du Nord contre Washington où il fait face à John Gray Foster.
Au cours de la campagne de Gettysburg, il dirige les troupes de réserve confédérées qui protègent Richmond et réussit à résister à une avancée timide des forces de l'Union sous la direction de John A. Dix et d'Erasmus Keyes fin juin. En 1863, il est envoyé dans la nouvelle armée du Tennessee du général Braxton Bragg, avec une promotion provisoire de lieutenant général, pour commander un de ses corps. Hill a servi sous Bragg au Mexique et est d'abord heureux de rejoindre un vieil ami, mais les sentiments chaleureux ne durent pas longtemps. Lors de la victoire sanglante et confuse à Chickamauga, les forces de Hill participent à certains des combats les plus lourds. Par la suite, Hill rejoint plusieurs autres généraux condamnant ouvertement l'échec de Bragg à exploiter la victoire. Le président Jefferson Davis vient résoudre personnellement ce différend, en faveur de Bragg, et au détriment de ces généraux malheureux. L'armée du Tennessee est réorganisée à nouveau, et Hill est laissé sans commandement. Davis refuse ensuite de confirmer la promotion de Hill, le rétrogradant effectivement au grade de major général. Pour cette raison, Hill prend part à moins de combats tout au long du reste de la guerre.
Après cela, D.H. Hill commande comme volontaire lors de plus petites actions loin des principales armées. Hill participe à la bataille de Bentonville en Caroline du Nord, le dernier combat de l'armée du Tennessee. Hill est commandant de division quand, avec le général Joseph E. Johnston se rend le 26 avril 1865.

## Après la guerre
De 1866 à 1869, Hill édite à Charlotte, en Caroline du Nord, un magazine, The Land We Love, qui traite de sujets sociaux et historiques et exerce une grande influence dans le Sud. En 1877, il devient l'un des premiers présidents de l'université de l'Arkansas, poste qu'il occupe jusqu'en 1884 et, en 1885, président de l'université militaire et agricole de Milledgeville, en Géorgie [jusqu'en août 1889, date à laquelle il démissionne en raison d'une santé défaillante. Le général Hill décède à Charlotte le mois suivant et est enterré dans le cimetière de l'université de Davidson.

## Mémoire
La bibliothèque principale de l'université d'État de Caroline du Nord porte le nom de Daniel Harvey Hill, Jr. (1859-1924), fils du général D. Hill.

## Œuvres de D. H. Hill
- College Discipline: An Inaugural Address Delivered at Davidson College, N.C., on the 28th February, 1855. [n. p.: n. p.], 1855. 19 p.; 23 cm.   OCLC 7195350
- Elements of Algebra. Philadelphia, PA: J.B. Lippincott, [1857], 1859. xii, [13]-507 p. tables 22 cm.  OCLC 19591232 Elements of Algebra by Maj. D. H. Hill.  Google Books pdf of the complete 1857 edition.
- A Consideration of the Sermon on the Mount. Philadelphia, PA: W. S. & A. Martien, 1858, 1859. 3 p.l., [5]-282 ; p. 19 cm.  OCLC 7195011 e-Book version Ann Arbor, Mich.: Making of America, 2000. OCLC 612157953
- The Crucifixion of Christ. Philadelphia, PA: W.S. & A. Martien, 1859. 345 p. 20 cm. OCLC 4392161
- Remarks of Major D. H. Hill of the N.C. Military Institute at Charlotte, before the Committee on Education of the North Carolina Legislature. [North Carolina: n. p., 1860?]. 1 sheet ([1] p.) ; 49 × 30 cm. OCLC 41374540
- Gen. Hill founded and edited The Land We Love: A Monthly Magazine Devoted to Literature, Military History, and Agriculture. 6 vols.  Charlotte, NC: J.P. Irwin & D.H. Hill, 1866-1869. Sabin No. 38821. This magazine merged with The New Eclectic Magazine of Baltimore, MD. Subsequently, it was called The Southern Magazine. OCLC 752793193 OCLC Record Containing Contents List for Issues of The Land We Love.
- The Old South: An Address Delivered by Lieutenant-General D.H. Hill, at Ford's Grand Opera House, on Memorial Day, June 6, 1887, before the Society of the Army and Navy of the Confederate States in the State of Maryland. Baltimore, MD: Andrew J. Conlon, 1887. 23 p. ; 23 cm. OCLC 5315299